# JR四国5000系電車
5000系電車（5000けいでんしゃ）は、2003年（平成15年）10月1日に営業運転を開始した四国旅客鉄道（JR四国）の直流近郊形電車である。

## 概要
本四備讃線（瀬戸大橋線）の快速「マリンライナー」の輸送改善を目的とし、これまで使用していた213系を置き換えるために製造された。高松方の1両はグリーン席と普通車指定席を有する2階建車両となるため、JR東日本のE217系の2階建てグリーン車をベースとしたのに対し、岡山方の2両は普通車（自由席）で、JR西日本の223系5000番台と連結する必要から、223系2000番台をベースとして設計された。本系列はJR四国で初の2階建て車となった。
川崎重工業（5000形・5200形）および東急車輛製造（5100形）で3両編成×6本（18両、M編成）が製造された。
2階建て車の5100形は、2004年（平成16年）度のグッドデザイン賞（財団法人産業デザイン振興会）およびブルーリボン賞（鉄道友の会）を受賞した（両賞の受賞はJR四国発足後初）。

## 車両概説

### 車体
高松方の先頭車5100形は、2階をグリーン席、1階を普通席（いずれも指定席）としたダブルデッカーで、223系2000番台を基本とした平屋建て車と異なり、E217系のグリーン車を基本としてそれに運転台を付加した形となっている。運転台側の連結器は5101のみ電気連結器が装備されているが、それ以外は密着連結器のみである。ただし、電気連結器を装備するスペースは確保されている。また、高松寄り運転台後部には平屋席のパノラマシート1列4席（グリーン指定席）、岡山寄り車端部には車椅子対応の普通指定席2席やトイレも設置されているなど、多様なニーズに対応している。平屋部分以外の座席は自動転換装置があり、折り返し車内整備の際に使われる。
車体配色も他車と全く異なる独自のものとなっており、5101 - 5103号は青系、5104 - 5106号は赤系とされ、各車に岡山県の民話『桃太郎』にちなんだ3種のエンブレム（「桃太郎とイヌ」（5101・5104）・「桃太郎とサル」（5102・5105）・「桃太郎とキジ」（5103・5106））が描かれている。
平屋建て車（5000形・5200形）と223系2000番台との形態上の差は、運転台部分が幌で常時貫通できる構造とされ、先頭部の形状が若干変更された点と、開閉式の側窓が223系1000番台とほぼ同一の下降式となった程度で、車体の配色も近畿圏で使用されているものと同一である。223系5000番台との差も車体に貼付されたJRマークの色（コーポレートカラー）、排障器（スカート）の形状の違い、停車駅接近警報装置の形状や機能がJR四国のもので、JR西日本のものとは異なる。
JR四国保有の車両では初の転落防止幌が設置された。
車両の製造を公表した当初（2002年）にJR四国から発表されたプレスリリースでは、223系0番台と同じ正面形状とするなど2階建て車のデザインが大幅に異なっていたが、後に現在のデザインに変更されている。
方向幕は223系で採用された幕式種別表示器とLED式行先表示器を採用しており、車体正面にも行先表示器が設置されている。2020年3月に要検出場したM2編成から、車体正面と車体側面の行先表示器がJR西日本の体質改善車に準じたカラー表示が可能なLEDに順次更新されているが、種別表示は従来通りの幕式のままとなっている。

### 室内
いずれも横4列のリクライニングシートで座席の前後間隔も30 mmしか差がないが、普通車指定席には背面テーブルが省略されているほか、リクライニング角度がグリーン席よりも浅いなど、細部において差別化が図られている。また、グリーン席・普通指定席ともに網棚が設置されていない。
普通車自由席は223系2000番台とほぼ同じ転換式クロスシートと収容式座席が設置されている。座席モケットは、当初は223系2000番台と同一の茶系のものが使われていたが、2018年（平成30年）2月に全般検査出場したM6編成から、順次7200系に準じた赤系のものに変更されている。また、岡山方の先頭車は弱冷車になっている。
案内標記類については、後から追加・変更したものにはJR四国独自のデザインも使用されているため、JR東日本仕様・JR西日本仕様・自社仕様が混在している。

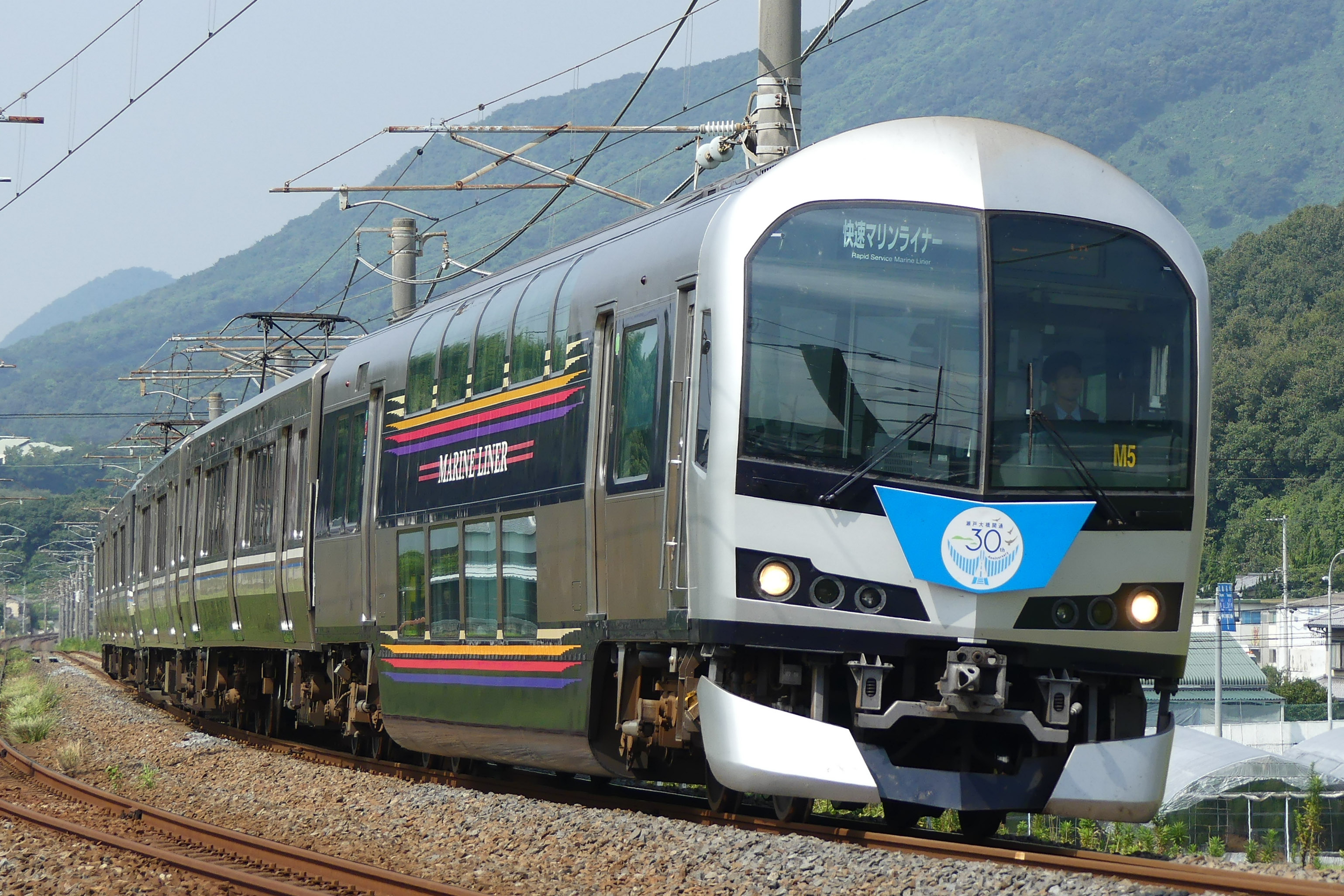
5100形 （2018年9月 讃岐府中駅 - 国分駅間）
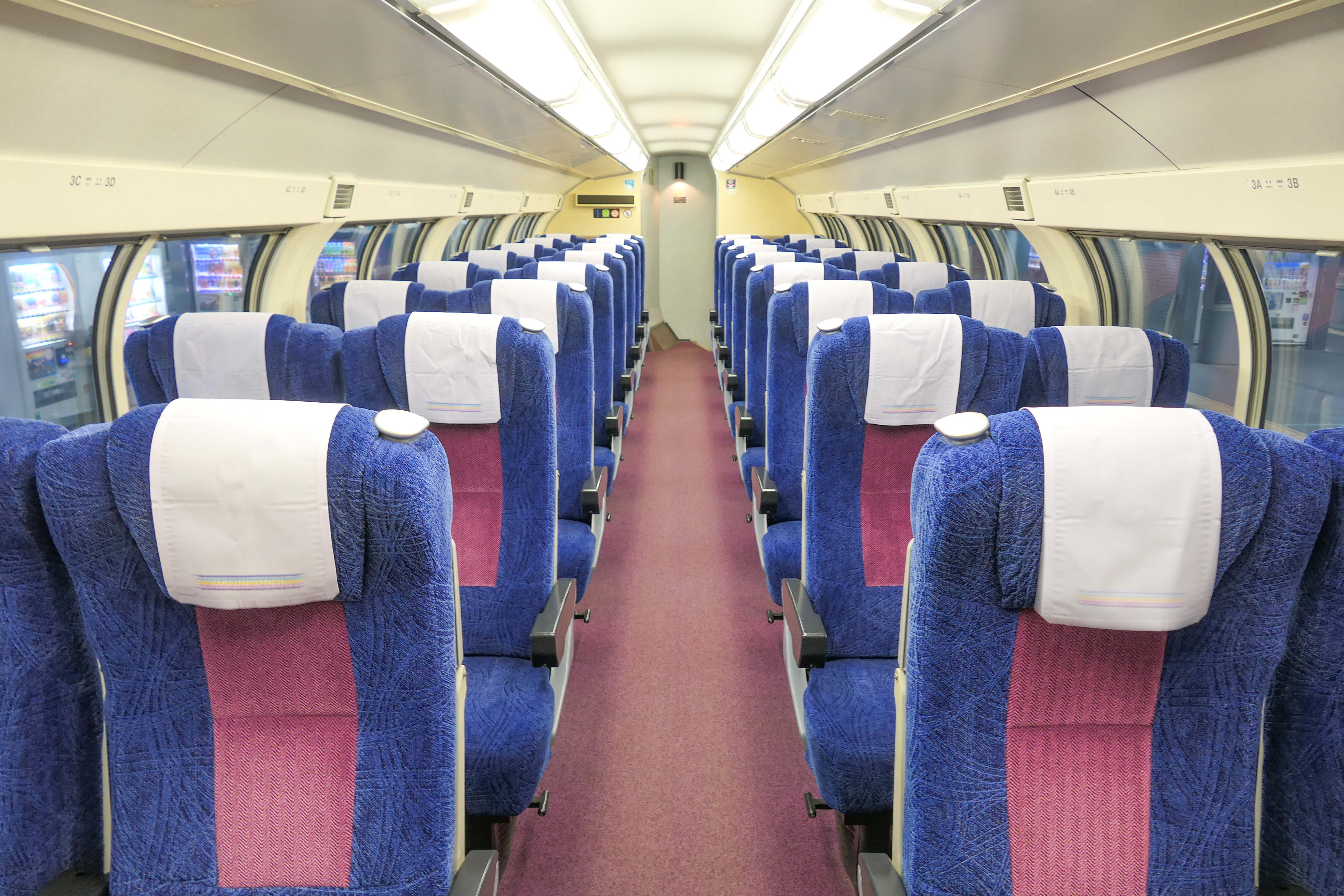
5100形2階グリーン車指定席
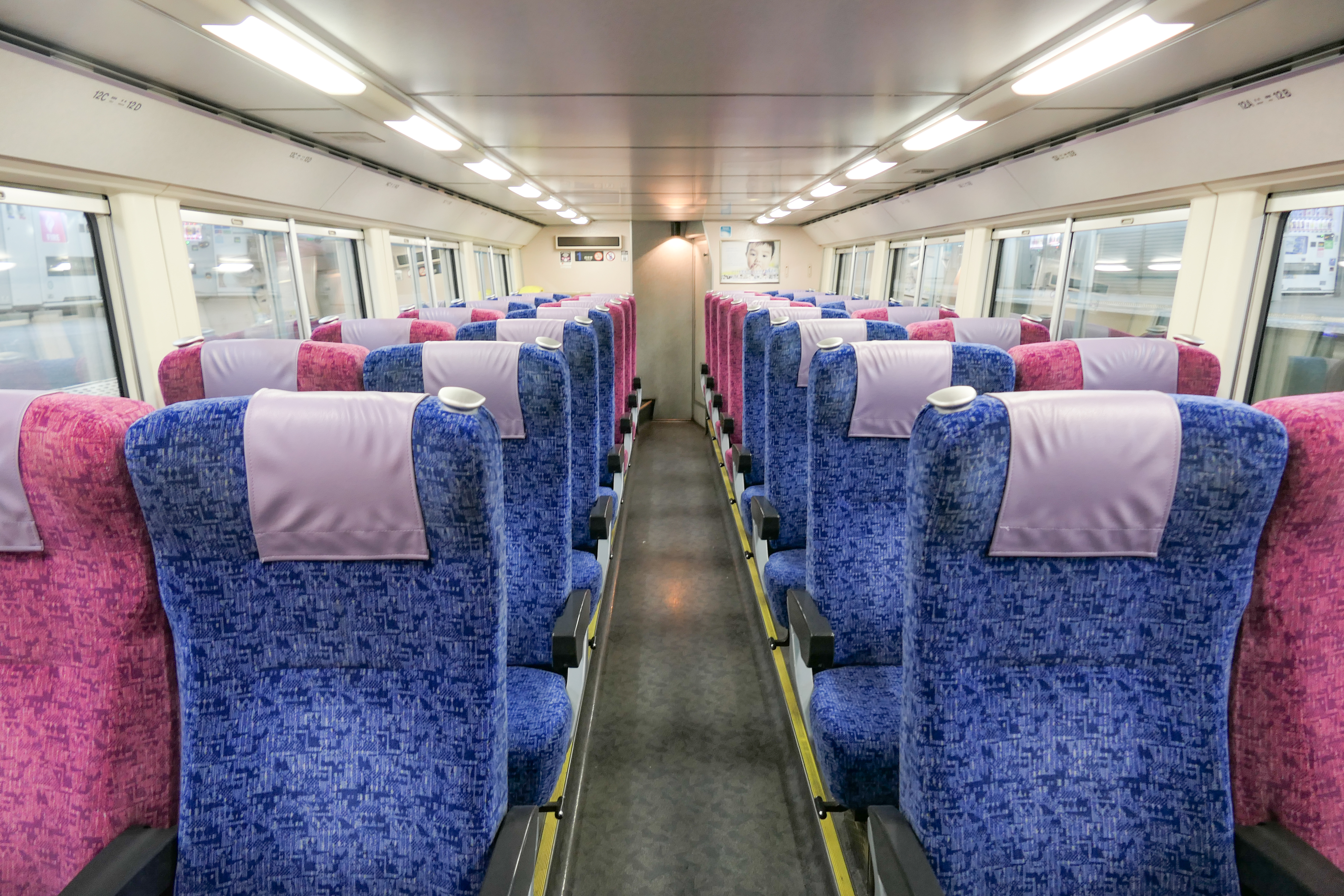
5100形1階普通車指定席

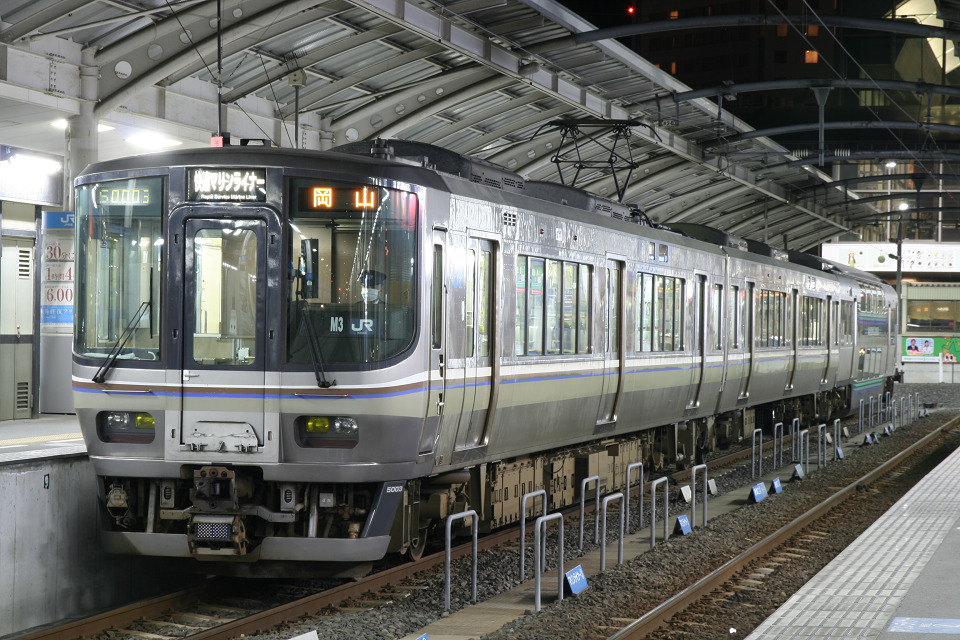
5000形 （2008年2月 高松駅）
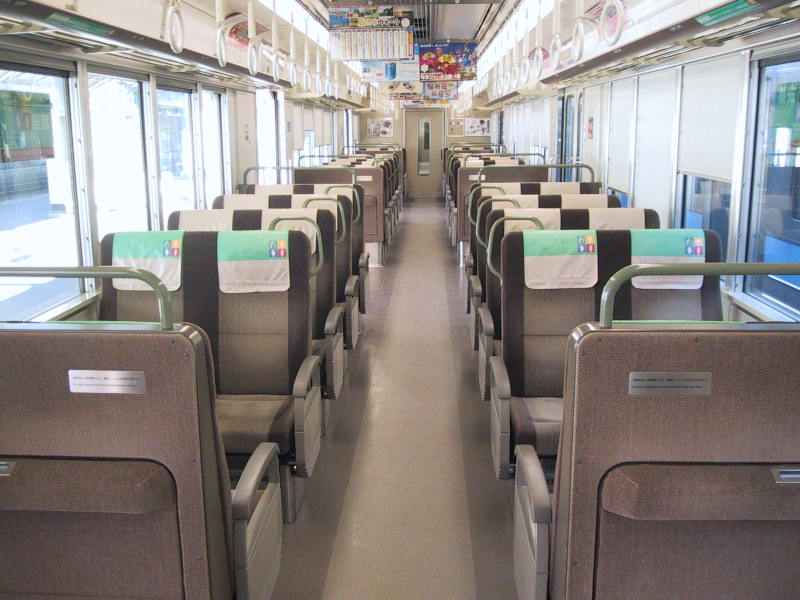
5000形普通車自由席（モケット交換前）
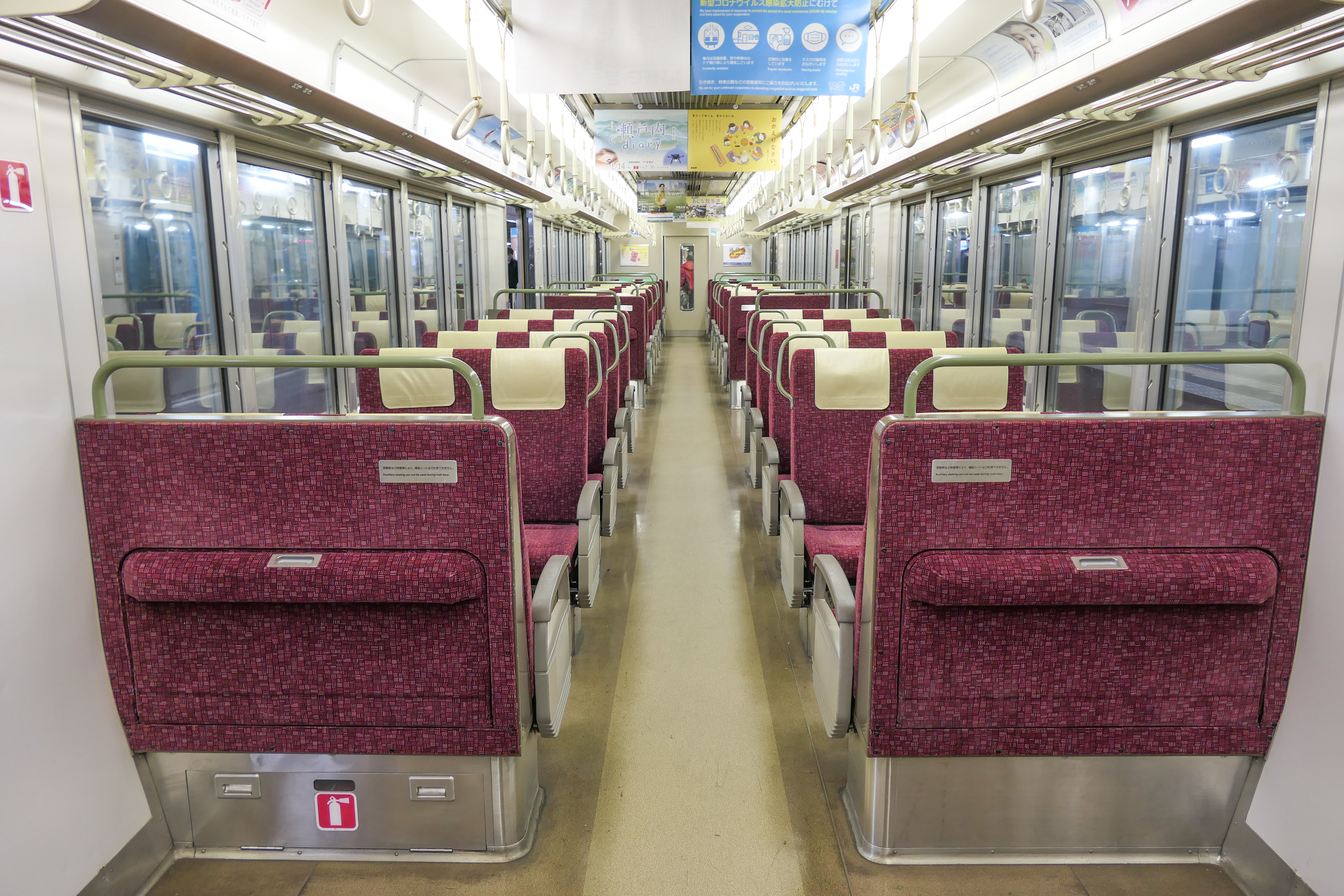
5000形普通車自由席（モケット交換後）

### 機器類
システムも223系5000番台の母体となった223系2000番台と同一で、VVVFインバータ制御（東芝製）を採用している。台車はボルスタレス式を採用し、基礎ブレーキとして電動台車には踏面ブレーキ、付随台車にはディスクブレーキを備える。台車はJR西日本681系電車で採用実績のある軸梁式で、ヨーダンパも設置されている。
223系5000番台と共通仕様であるため、JR西日本の通勤・近郊形車両と同じ旋律のミュージックホーンが搭載されている。JR四国の保有する一般形車両でミュージックホーンを装備しているのは本系列のみである。

## 編成
編成は、岡山側から 5000形（Mc，制御電動車） - 5200形（T，付随車） - 5100形（Tswc，制御車）のMT比1M2Tで構成され、通常は岡山寄りに223系5000番台2両編成を併結した5両編成で運転される。
| 編成記号 | ← 岡山高松 →              | ← 岡山高松 →           |
| -------- | ------------------------- | ---------------------- |
| P編成    | ◇ クモハ223 -#5000 （Mc） | クハ222 -#5000 （Tc'） |

| 編成記号 | ← 岡山高松 →    | ← 岡山高松 → | ← 岡山高松 →    |
| -------- | --------------- | ------------ | --------------- |
| M編成    | ◇ 5000形 （Mc） | 5200形 （T） | 5100形 （Tswc） |

### 編成表
2024年（令和6年）4月1日現在
| ← 岡山高松 → | ← 岡山高松 → | ← 岡山高松 → | ← 岡山高松 → | ← 岡山高松 → | ← 岡山高松 →  | ← 岡山高松 → | ← 岡山高松 →   |
| ------------ | ------------ | ------------ | ------------ | ------------ | ------------- | ------------ | -------------- |
| 編成 番号    | 5000 (Mc)    | 5200 (T)     | 5100 (Tswc)  | 落成日       | 5100形 車体色 | エンブレム   | 備考           |
| M1           | 5001         | 5201         | 5101         | 2003/08/04   | ■青           | 桃太郎とイヌ | 5101に電連設置 |
| M2           | 5002         | 5202         | 5102         | 2003/08/05   | ■青           | 桃太郎とサル |                |
| M3           | 5003         | 5203         | 5103         | 2003/08/06   | ■青           | 桃太郎とキジ |                |
| M4           | 5004         | 5204         | 5104         | 2003/08/08   | ■赤           | 桃太郎とイヌ |                |
| M5           | 5005         | 5205         | 5105         | 2003/08/10   | ■赤           | 桃太郎とサル |                |
| M6           | 5006         | 5206         | 5106         | 2003/08/10   | ■赤           | 桃太郎とキジ |                |

## 運用

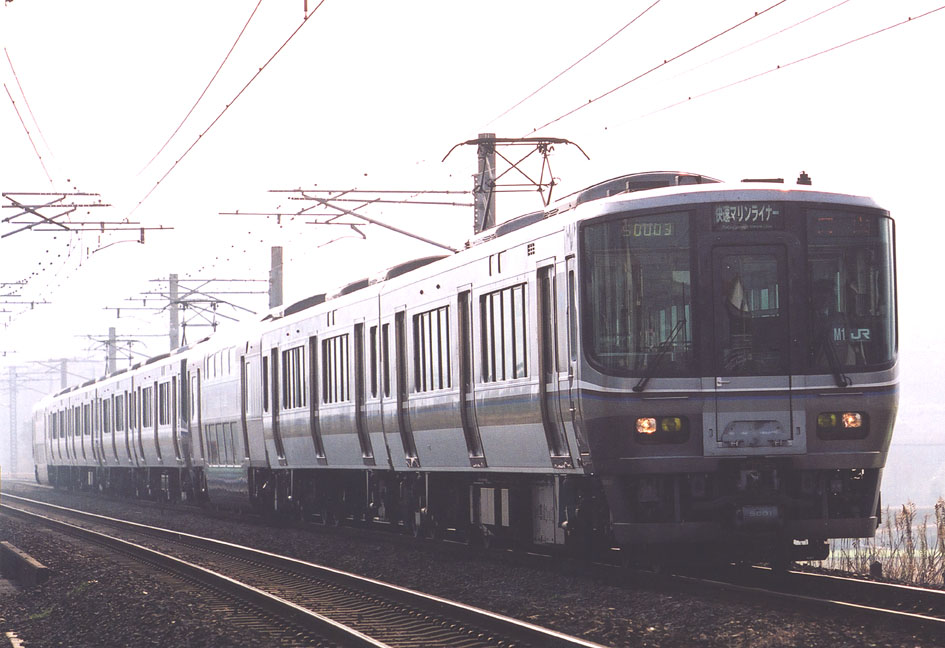
2003年年末から2004年年始にかけて運転されたM編成+P編成+M編成の列車
（画像は上り列車）

全車両がM編成としてJR四国高松運転所に配置され、基本的にJR西日本の下関総合車両所岡山電車支所配置の223系5000番台（P編成）と連結して5両編成で快速「マリンライナー」として運用されている。早朝、深夜の一部列車はP編成のみやM編成のみ、また朝ラッシュ時にはM編成1本とP編成2本による7両編成（3両＋2両＋2両）での運用もある。
登場当時、JR四国では会社発足後に新製した車両に配置区所の略号を標記していなかったが、本系列は配置区所である高松運転所の略号「四カマ」の標記がある。5100形は車体側面にJR東日本仕様で、5000・5200形は妻面にJR西日本仕様で標記される。
また年末年始・大型連休・お盆休み等の多客期には終日にわたって9両編成での運用のほか、過去にはM1編成の5101号を中間に連結してM編成2本とP編成1本による8両編成（3両＋2両＋3両）で運用されたこともあった（当時P編成には中間車が組み込まれていなかった）。
2007年（平成19年）6月下旬からラッシュ対策としてP編成に網干総合車両所から貸し出されたサハ223形2000番台が組み込まれ、3両編成化された。しかし、その後は利用者が減少していることから、2010年（平成22年）1月19日から1月23日までの間に順次編成を減車した。これにより、3両編成の運用10本のうち5本が2両編成に、6両編成の全63本が5両編成に、9両編成の全2本が7両編成となった。
登場直後の2003年（平成15年）10月11日 - 10月13日には、全車指定席の臨時快速「マリンライナー京阪神ホリデー号」として京都駅まで乗り入れたこともあった。
2024年（令和6年）3月3日から12月まで「瀬戸大橋線ご利用3億人キャンペーン」の一環として、同キャンペーンのヘッドマークが5101 - 5106号に掲出された。